# Émile Dupont (Rennfahrer)
Émile Dupont war ein französischer Autorennfahrer.

## Karriere als Rennfahrer
Émile Dupont bestritt 1925 das 24-Stunden-Rennen von Le Mans. Gemeinsam mit Jacques de Francony fuhr er einen Werks-Sizaire-Berwick 25/50CV, der nach 23 gefahrenen Runden mit einem Motorschaden ausfiel. 1933 beendete er den Bol d’Or als 19. der Gesamtwertung.

## Statistik

### Le-Mans-Ergebnisse
| Jahr | Team                               | Fahrzeug                | Teamkollege         | Platzierung | Ausfallgrund |
| ---- | ---------------------------------- | ----------------------- | ------------------- | ----------- | ------------ |
| 1925 | Société Nouvelle des Autos Sizaire | Sizaire-Berwick 25/50CV | Jacques de Francony | Ausfall     | Motorschaden |